# Wahl zum Repräsentantenrat im Irak 2010
Die irakischen Parlamentswahlen 2010 waren die zweiten Wahlen zum Repräsentantenrat des Irak seit der Verabschiedung der Verfassung von 2005. Sie fanden am 7. März 2010 vor dem Hintergrund des zu Ende gehenden Engagements der Multinationalen Truppe im Irak statt und wurden im Vorfeld durch zahlreiche Sprengstoffanschläge überschattet.
Die irakische Nationalallianz (al-Irakija) des ehemaligen Ministerpräsidenten Iyad Allawi errang 91 Sitze, während die Rechtsstaat-Koalition von Nuri al-Maliki 89 Sitze erzielte. Nach den Wahlen beanspruchten sowohl Allawi als auch al-Maliki den Posten des Ministerpräsidenten. Da jedoch keiner der beiden eine Mehrheit im Parlament errungen hatte, verzögerte sich die Regierungsbildung um mehrere Monate.
Die Pattsituation endete erst acht Monate nach den Wahlen, als sich die Parteien auf die Bildung einer neuen Einheitsregierung mit al-Maliki als Ministerpräsidenten verständigten. Am 11. November 2010 wurde der Kurde Dschalal Talabani als Staatspräsident bestätigt und Usama an-Nudschaifi von der al-Irakija zum neuen Parlamentspräsidenten gewählt. Am 21. Dezember 2010 wurde schließlich al-Maliki vom Parlament als Ministerpräsident bestätigt und mit seinem 42 Minister umfassenden Kabinett vereidigt.

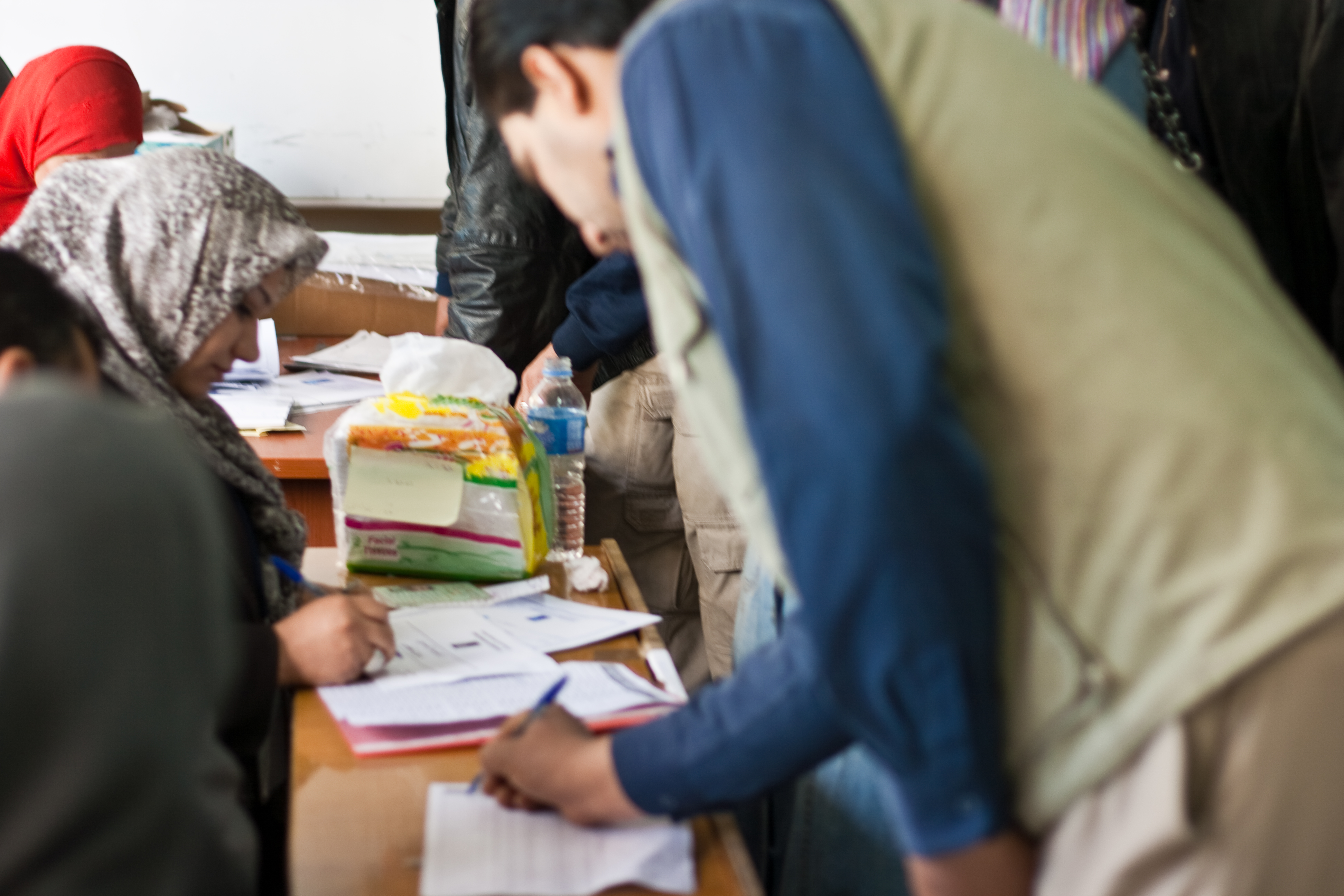
Überprüfung der Namen bei der Stimmabgabe

## Hintergrund
Nach dem Sturz Saddam Husseins im Irakkrieg von 2003 wurde das Land zunächst von einer Koalition unter der Führung der Vereinigten Staaten verwaltet. Im Juni 2004 wurde eine Übergangsregierung unter Ghazi al-Yawar eingesetzt, die die ersten freien Wahlen im Irak vorbereitete. Die Wahlen vom 30. Januar 2005 führten zur Bildung eines Übergangsparlaments, das die neue Verfassung des Landes ausarbeitete.
Am 15. Dezember 2005 fanden erstmals Parlamentswahlen nach der neuen Verfassung statt. Als stärkste Fraktion ging die Vereinigte Irakische Allianz hervor, zweitstärkste Kraft wurde die Demokratische Patriotische Allianz Kurdistans. Als Ministerpräsident wurde Nuri al-Maliki gewählt, der eine Einheitsregierung unter Beteiligung sunnitischer, schiitischer und kurdischer Parteien bildete.
Für die nächsten Parlamentswahlen wurde das Wahlgesetz grundlegend geändert. Die wichtigste Änderung war die Einführung offener Wahllisten, sodass die Wähler stärker Einfluss auf die Zusammensetzung des neuen Parlaments nehmen können. Außerdem wurde die Anzahl der zu vergebenden Parlamentssitze von 275 auf 325 erhöht. Eine Auseinandersetzung über das Wahlverfahren im Gouvernement Kirkuk sowie über den Einfluss von im Ausland lebenden Irakern verzögerte die Annahme des Wahlgesetzes, welches schließlich am 6. Dezember 2009 verabschiedet wurde.
Die verspätete Verabschiedung des neuen Wahlgesetzes führte dazu, dass der ursprünglich für den 18. Januar 2010 vorgesehene Wahlgang verschoben werden musste, da der Unabhängigen Wahlkommission nicht mehr ausreichend Zeit für die Vorbereitung der Parlamentswahlen zur Verfügung stand. Insgesamt 18,9 Millionen Wähler waren für die Parlamentswahlen registriert.

## Kandidaten

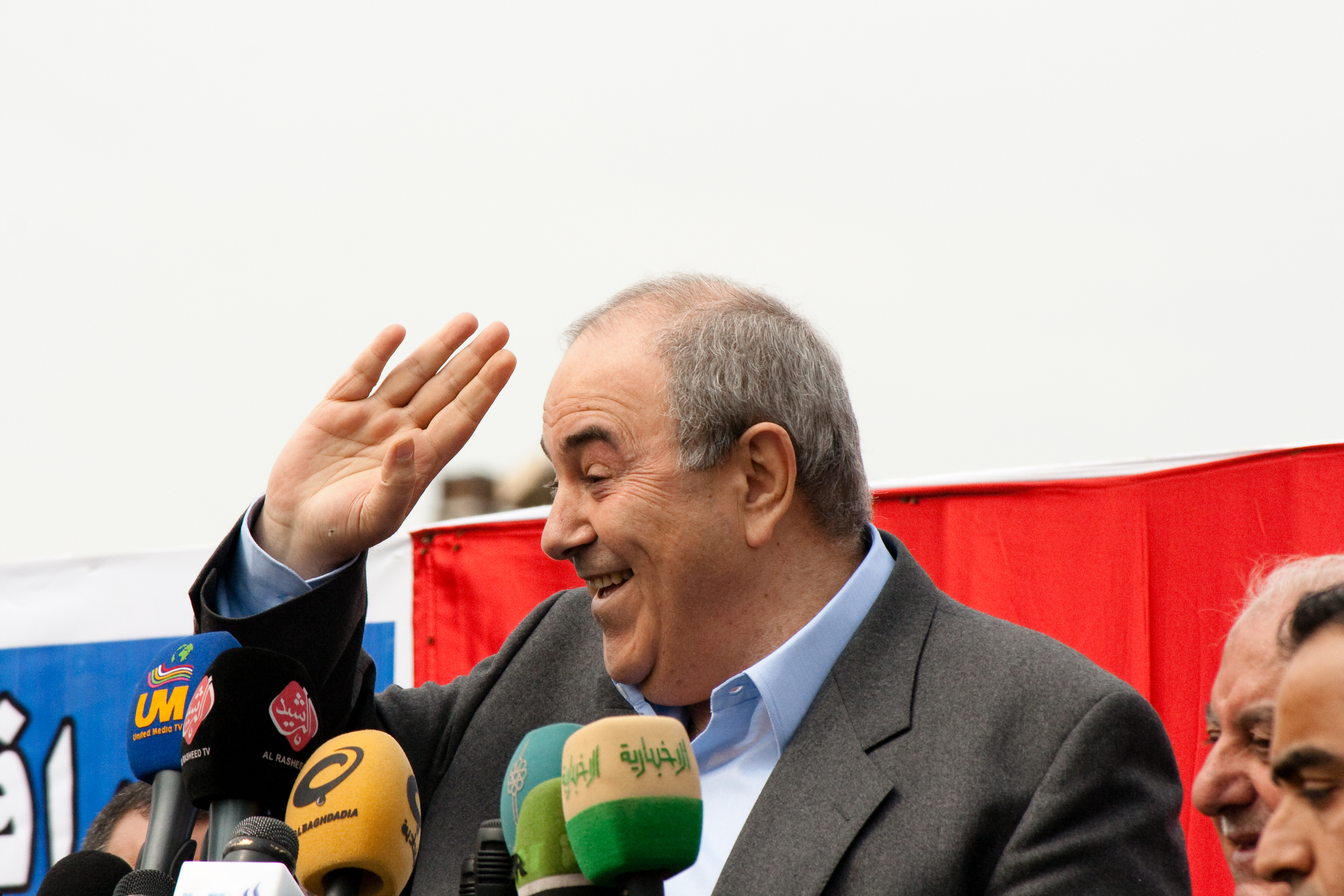
Iyad Allawi bei einer Wahlkundgebung

Um die 325 Mandate bewarben sich mehr als 6000 Kandidaten. Rund ein Viertel der Kandidaten waren Frauen.
Knapp 300 Parteien und Gruppierungen traten in Parteibündnissen an. Die vorwiegend schiitische Vereinigte Irakische Allianz, die im Dezember 2005 41 % der Stimmen erhalten hatte, ist inzwischen gespalten. Während der Oberste Islamische Rat und die Gruppe um Muqtada as-Sadr eine neue Irakische Nationalallianz (Iraqi National Alliance) gebildet haben, hat sich um die Islamische Dawa-Partei von Ministerpräsident al-Maliki eine neue Koalition des Rechtsstaats (The State of Law Coalition) gebildet. Der schiitische Innenminister Jawad al-Bulani trat wiederum als Vereinigte Irakische Allianz (United Iraqi Alliance) an.
Auch unter den sunnitischen Parteien ist das 2005 geschlossene Wahlbündnis zerbrochen. Die wichtigsten sunnitischen Parteien haben sich der säkularen Irakischen Nationalbewegung (al-Irakija) angeschlossen, der neben der Partei des ehemaligen Ministerpräsidenten Iyad Allawi, eines Schiiten, auch die Erneuerungspartei des sunnitischen Vizepräsidenten Tariq al-Haschimi angehört. Der Neo-Baathist Salih al-Mutlak, der ebenfalls die Irakische Nationalbewegung mitgegründet hat, wurde dagegen zusammen mit mehr als 400 anderen Kandidaten von der Parlamentswahl ausgeschlossen.
Die beiden führenden kurdischen Parteien PUK und DKP strebten die Bildung einer Einheitsliste für die Parlamentswahlen an und erneuerten die Demokratische Patriotische Allianz Kurdistans. Die von Nawschirwan Mustafa gegründete Kurdenpartei Rewtî Gorran kündigte aber an, in Konkurrenz zur Demokratischen Patriotischen Allianz Kurdistans anzutreten.

## Verlauf
Die Wahlen begannen am 4. März. An diesem Tag konnten rund 800.000 Ärzte, Krankenschwestern, Polizisten und Soldaten wählen. Auslandsiraker konnten zwischen dem 5. und dem 7. März ihre Stimme abgeben. In Deutschland gab es in München, Berlin, Mannheim und Köln Wahllokale. Im irakischen Wahlgesetz ist keine Briefwahl vorgesehen.
Am Wahltag kam es zu mehreren Anschlägen, bei denen mindestens 38 Personen starben. Trotz dieser Anschläge wurde nach offiziellen Angaben eine Wahlbeteiligung von 62 % erreicht. Nachdem am 14. März 2010 drei der insgesamt rund zwölf Millionen abgegebenen Stimmen ausgezählt worden waren, führte die Allianz von al-Maliki in sieben der 18 Provinzen. Zweitstärkste Kraft war zu diesem Zeitpunkt die Irakische Liste von Iyad Allawi, die in fünf Provinzen die meisten Stimmen auf sich vereinigen konnte.

## Amtliches Endergebnis
Das überkonfessionelle Bündnis Irakija des bisherigen Oppositionsführers Iyad Allawi kam laut dem vorläufigen amtlichen Endergebnis auf 91 Sitze. Die Rechtsstaat-Koalition von Nuri al-Maliki erzielte 89 Sitze, während die Vereinigte Irakische Allianz von Ammar al-Hakim und Muktada al-Sadr 70 Sitze erreichte. Die kurdische Allianz landete mit 42 Abgeordneten auf dem vierten Platz. Rewtî Gorran erhielt acht Sitze.
Am 19. April 2010 kündigte die Unabhängige Wahlkommission eine Neuauszählung der Stimmen in Bagdad an. Weiterhin wurden 52 Bewerber nachträglich disqualifiziert, da ihnen Verbindungen zur Baath-Partei vorgeworfen wurden. Die Neuauszählung ändernte allerdings nichts an der Sitzverteilung im Parlament.
Im Mai schlossen sich die Rechtsstaat-Koalition und die Nationale Irakische Allianz zu einem parlamentarischen Block zusammen. Zusammen kamen beide Allianzen auf 159 Sitze, für die absolute Mehrheit waren allerdings 163 nötig. Die kurdischen Parteien einigten sich ebenfalls auf einen Zusammenschluss.
Das Ergebnis der Wahlen wurde am 1. Juni 2010 vom obersten Gericht des Landes bestätigt. Somit konnten nun die Koalitionsverhandlungen beginnen.

### Sitzverteilung und Stimmanteile
- Irakische Nationalbewegung Irakija: 91
- Rechtsstaat-Koalition: 89
- Irakische Nationalallianz: 70
- Kurdistan-Liste: 43
- Rewtî Gorran: 8
- Sonst.: 16
- Minderheiten: 8

| Partei                                             | Sitze | %     |
| -------------------------------------------------- | ----- | ----- |
| Irakische Nationalbewegung Irakija                 | 91    | 24,72 |
| Rechtsstaat-Koalition                              | 89    | 24,22 |
| Irakische Nationalallianz                          | 70    | 18,15 |
| Kurdistan-Liste                                    | 43    | 14,59 |
| Rewtî Gorran                                       | 8     | 4,13  |
| Irakische Eintracht (Tawafuq)                      | 6     | 2,59  |
| Irakische Einheit                                  | 4     | 2,66  |
| Islamische Union Kurdistan                         | 4     | 2,12  |
| Islamische Gemeinschaft in Kurdistan               | 2     | 1,32  |
| Minderheiten (Christen, Mandäer, Jesiden, Schabak) | 8     | 0,53  |

## Mandatsverteilung
| Gouvernement (muhafazat)          | Sitze |
| --------------------------------- | ----- |
| Bagdad (بغداد)‎                    | 68    |
| Ninawa (نينوى)‎                    | 32    |
| Basra (البصرة)‎                    | 24    |
| Dhi Qar (ذي قار)‎                  | 18    |
| as-Sulaimaniya (السليمانية)‎       | 17    |
| Babil (بابل)‎                      | 16    |
| al-Anbar (الأنبار)‎                | 14    |
| Erbil (أربيل)‎                     | 14    |
| Diyala (ديالى)‎                    | 13    |
| Nadschaf (النجف)‎                  | 12    |
| Kirkuk (كركوك)‎                    | 12    |
| Salah ad-Din (صلاح الدين)‎         | 12    |
| al-Qadisiya (القادسية)‎            | 11    |
| al-Wasit (واسط)‎                   | 11    |
| Dahuk (دهوك)‎                      | 10    |
| Karbala (كربلاء)‎                  | 10    |
| Maisan (ميسان)‎                    | 10    |
| Kompensationssitze (Minderheiten) | 8     |
| Kompensationssitze                | 7     |
| al-Muthanna (المثنى)‎              | 7     |
| Gesamt:                           | 325   |

## Regierungsbildung
Da keines der politischen Lager eine Mehrheit besaß, erwies sich die Regierungsbildung als ein langwieriger Prozess. Erst im November konnten sich die vier größten politischen Gruppierungen auf die Teilung der Macht einigen. Al-Maliki sollte auch weiterhin das Amt des Ministerpräsidenten führen, auch der Kurde Talabani wurde als Staatspräsident bestätigt. Allawis al-Irakija sollte den Parlamentssprecher stellen, er selbst würde die Position in dem neugeschaffenen Nationalen Rat für strategische Politik erhalten.
Am 11. November 2010 wurde Osama al-Nudschaifi zum neuen Parlamentspräsidenten gewählt, am selben Tag erfolgte die Wiederwahl von Talabani zum Staatspräsidenten. Die Regierungsbildung wurde am 21. Dezember 2010 mit der Bestätigung von al-Maliki als Ministerpräsidenten durch den Repräsentantenrat abgeschlossen. al-Malikis Kabinett umfasst 42 Minister, darunter elf Vertreter der al-Irakija und sieben Minister der Kurden-Allianz. Stellvertretender Regierungschef wurde der bisherige Ölminister Husain asch-Schahristani. Die „Regierung der nationalen Partnerschaft“ stellt zusammen 293 der 325 Abgeordneten.